# Liberty Lady

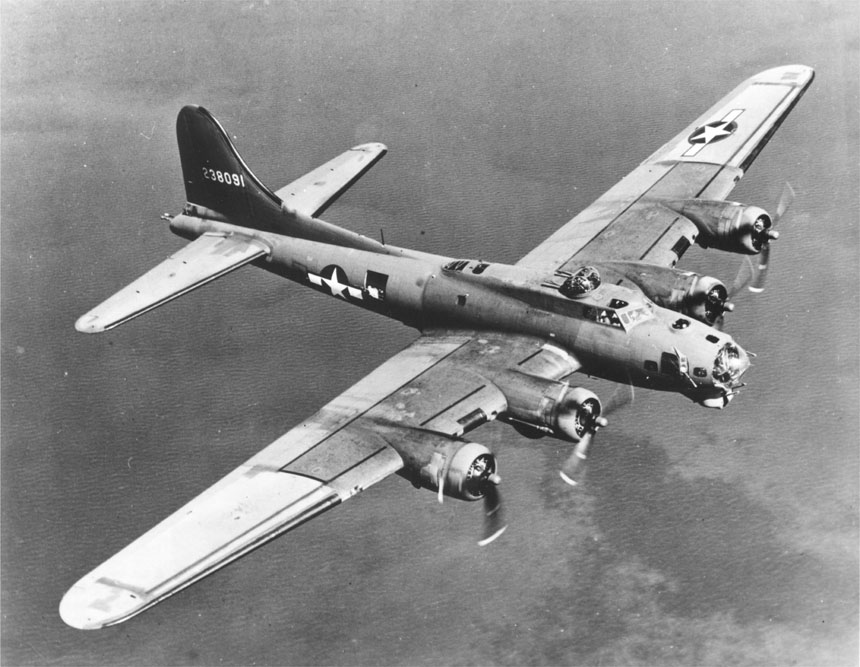
En Boeing B-17G Flying Fortress

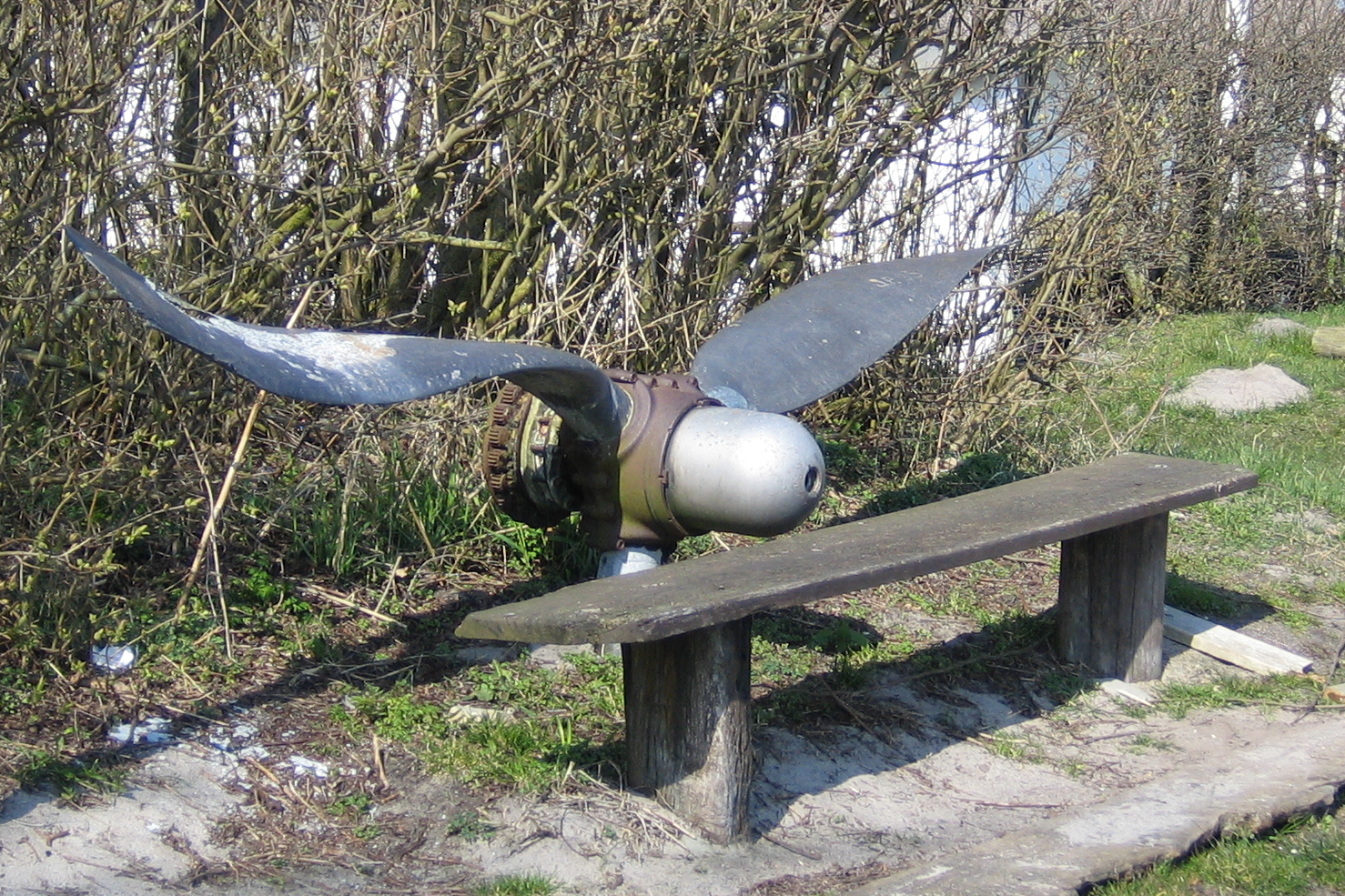
Propeller från en nödlandad B-17 i Örnahusen

Liberty Lady var ett amerikanskt bombflygplan av typ Boeing B-17G Flying Fortress (42-40006) som hann flyga 60 timmar innan det havererade på Gotland den 6 mars 1944.
Liberty Lady ingick i 306th Bombardment Group i U.S. Eighth Air Forces 1st Bomb Division, som var stationerat i Thurleigh nära Bedford i Storbritannien. Flygplanet deltog i den första dagbombningen av Berlin den 6 mars 1944 i en bomflygplansformation på 730 flygplan. Det lyfte på morgonen från sin bas för att bomba en kullagerfabrik i Erkner i Berlins östra utkanter. Vid uppdraget, som av väderskäl kom att utföras över centrala Berlin, skadades en av motorerna och en bränsletank av lufvärnseld, varefter Libert Lady återvände norrut över Sverige i stället för västerut mot hemmabasen.
På eftermiddan vid fyratiden siktades det vilsekomna flygplanet över Öland  och det nödlandade på Mästermyr väster om Hemse (45 km söder om Visby) på Gotland. Den tio man starka besättningen fördes till internering i Rättvik.
Albin Larsson, verkstadsägare och hemvärnsman i Hemse, var den som först kom till haveriplatsen, och också den som för 250 kronor senare köpte vraket (exklusive motorer). Vingbalkarna återanvändes som takstolar i Hemse och Havdhem.